# Weinlesefest am Montmartre
Koordinaten: 48° 53′ N, 2° 20′ O

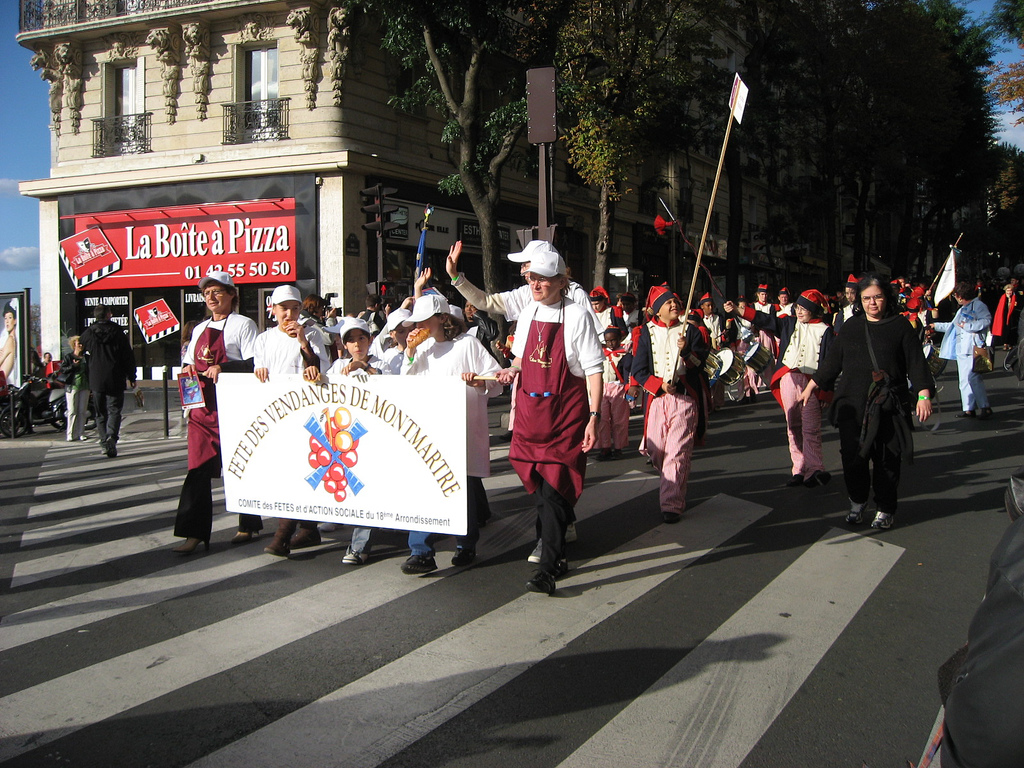
Einzug der Festteilnehmer (2006)

Das Fête des vendanges de Montmartre (deutsch Weinlesefest am Montmartre) wird seit 1934 zum Abschluss der Weinlese im Weinberg des Montmartre (Vigne de Montmartre) gefeiert. Die Organisation der Feier obliegt der Mairie du 18e arrondissement de Paris, die Vertreter des lokalen Lebens (Händler, Künstler, Vereine, Schulen etc.) und Berühmtheiten, die das Fest unterstützen wollen, einlädt.

## Geschichte
Mit dem Fest sollen die Weinberge und die besondere Lage Montmartre gefeiert werden. Schon im 12. Jahrhundert pflanzten die Nonnen des Abtei Montmartre die ersten Reben an und erzeugten Wein.
Bevor die Besiedlung des Hügels einsetzte, war er zu 3/4 mit Weinbergen belegt. Diese verschwanden bis 1928 vollständig und entstanden erst wieder ab 1933, um ein Siedlungsprojekt zu verhindern und das Gelände an der Ecke Rue des Saules und Rue Saint-Vincent als Weinberg zu erhalten.
Dank der Mobilisierung lokaler Persönlichkeiten (Pierre Labric, Bürgermeister der Commune Libre de Montmartre, Jean-Louis Forain, Francisque Poulbot und Adolphe Léon Willette, Gründer der Republik Montmartre, außerdem noch Victor Perrot, Präsident der Gesellschaft für Geschichte und Archäologie "Le Vieux Montmartre") wurden Rebstöcke – gespendet von der Gemeinde – von der Stadt Paris gepflanzt.
Die Weinberge des Montmartre werden seit 1934 unter Schirmherrschaft von Mistinguett und Fernandel „gefeiert“. Seitdem feiert Montmartre jedes zweite Wochenende im Oktober seine Weinbautradition und die Einbringung der neuen Ernte.
Seit 2008 wurde das Weinfest auf Anregung der Mairie auf das gesamte 18. Arrondissement ausgedehnt. Durch die Einbeziehung und Mobilisierung der kommunalen Akteure und der kulturellen Strukturen des Bezirks, aber auch der Schulen, Freizeitzentren, Verbände, Händler und Handwerker ist ein weithin bekanntes Traditionsfest entstanden.
Seit 2012 bringen sich die Einwohner des 18. Arrondissement immer mehr ein und werden zu Akteuren des Weinfestes. Mit 400 000 Besucher steht es an dritter Stelle der Pariser Feste nach Paris-Plages und Nuit blanche.

## Weinlage
Seit 1933 übernimmt die Gärtnerei der Stadt Paris die Pflege des Weinbergs Montmartre. Sie werden unterstützt vom  Comité des Fêtes et d’Actions Sociales du 18e – COFAS – , das verantwortlich ist für den Weinausbau (unterstützt von einem Önologen), der Abfüllung in den Kellern der Mairie des Arrondissement und die Vermarktung des Weins unter dem Namen Cuvée du Clos Montmartre. Der Ertrag fließt in Sozialeinrichtungen des Viertels.

## Veranstaltungen (Auswahl)

### Fest von 2008
Das Dorf der Stände wurde für den Markt 2008 neugestaltet und wird eine Geschmacksreise mit den Themen Dorf der Regionen, Dorf der Welt, Dorf des Wassers, Dorf des Marktes.

### Fest von 2009
Das Fest stand unter dem Thema Der Saal der Trois Baudets, der im Februar 2009 wieder eröffnet wurde. Der Saal, der 1947 von Jacques Canetti gegründet wurde, ist ein Ort des chanson française. Einige Stars, die hier ihren Auftritt hatten: Jeanne Moreau, Guy Béart, Juliette Gréco, Raymond Devos, Mouloudji, Georges Brassens, Jacques Brel, Boris Vian, Serge Gainsbourg, Boby Lapointe.

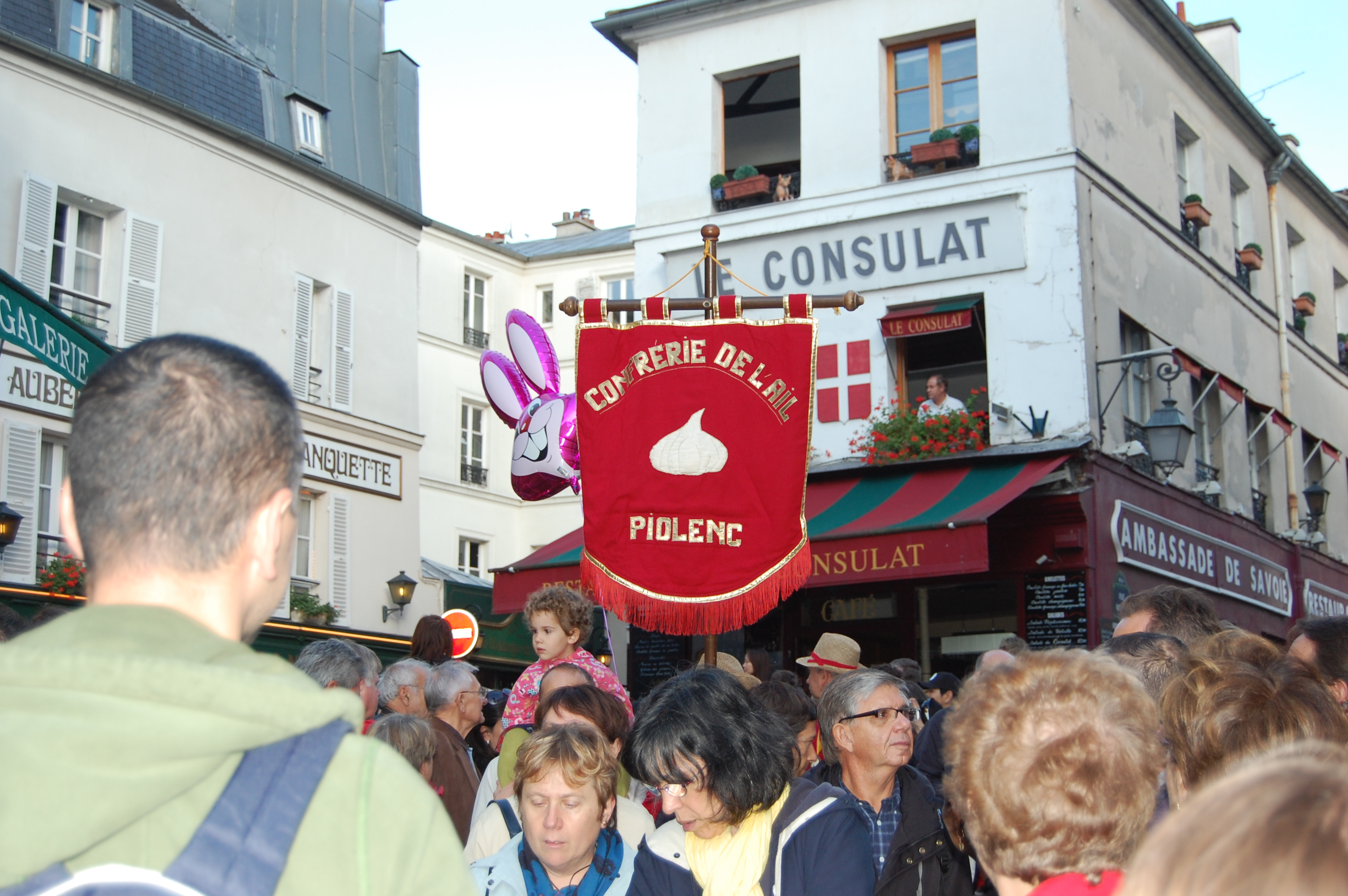
Bruderschaft Ail de Piolenc.
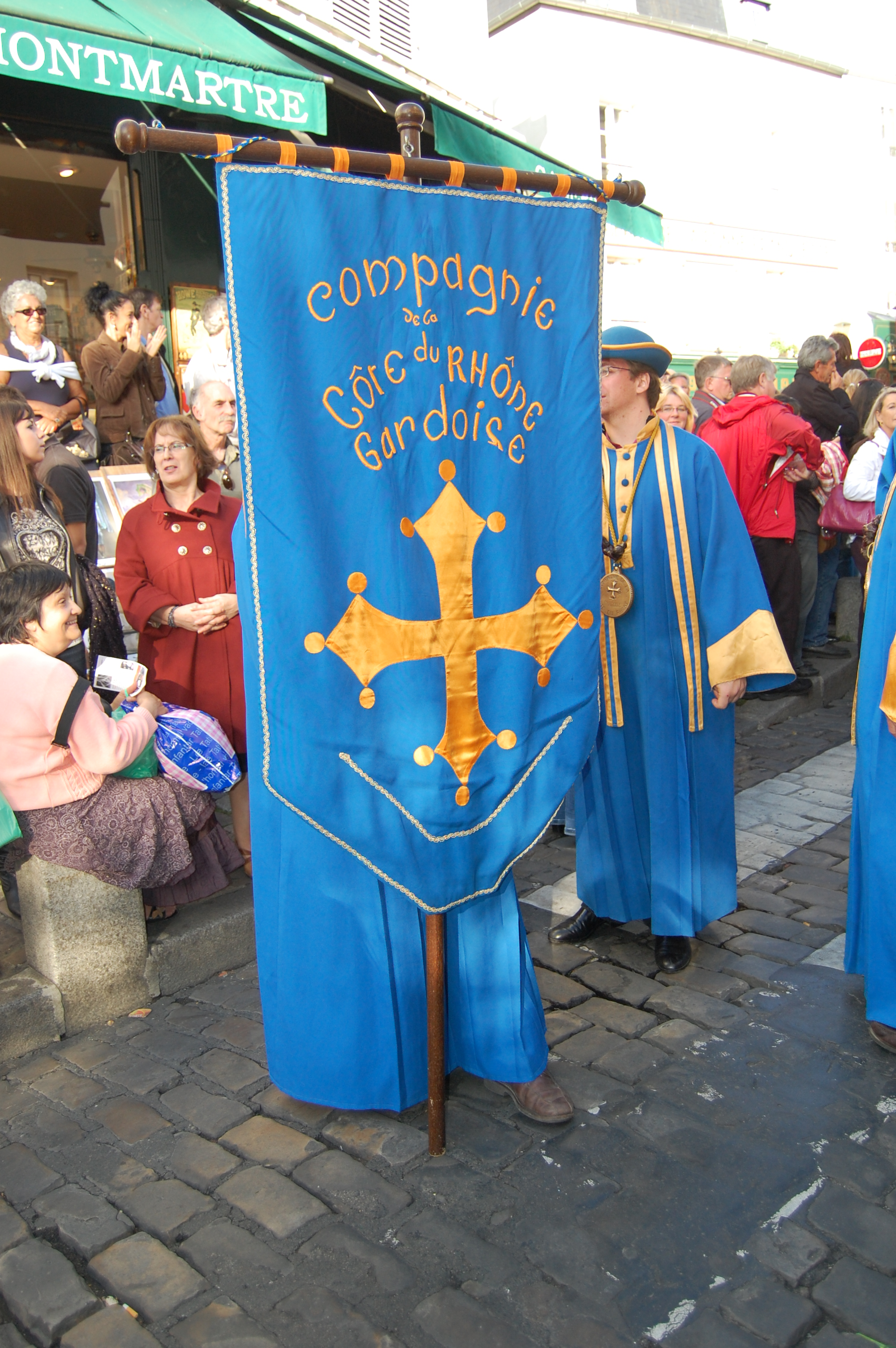
Compagnie de la Côte du Rhône gardoise
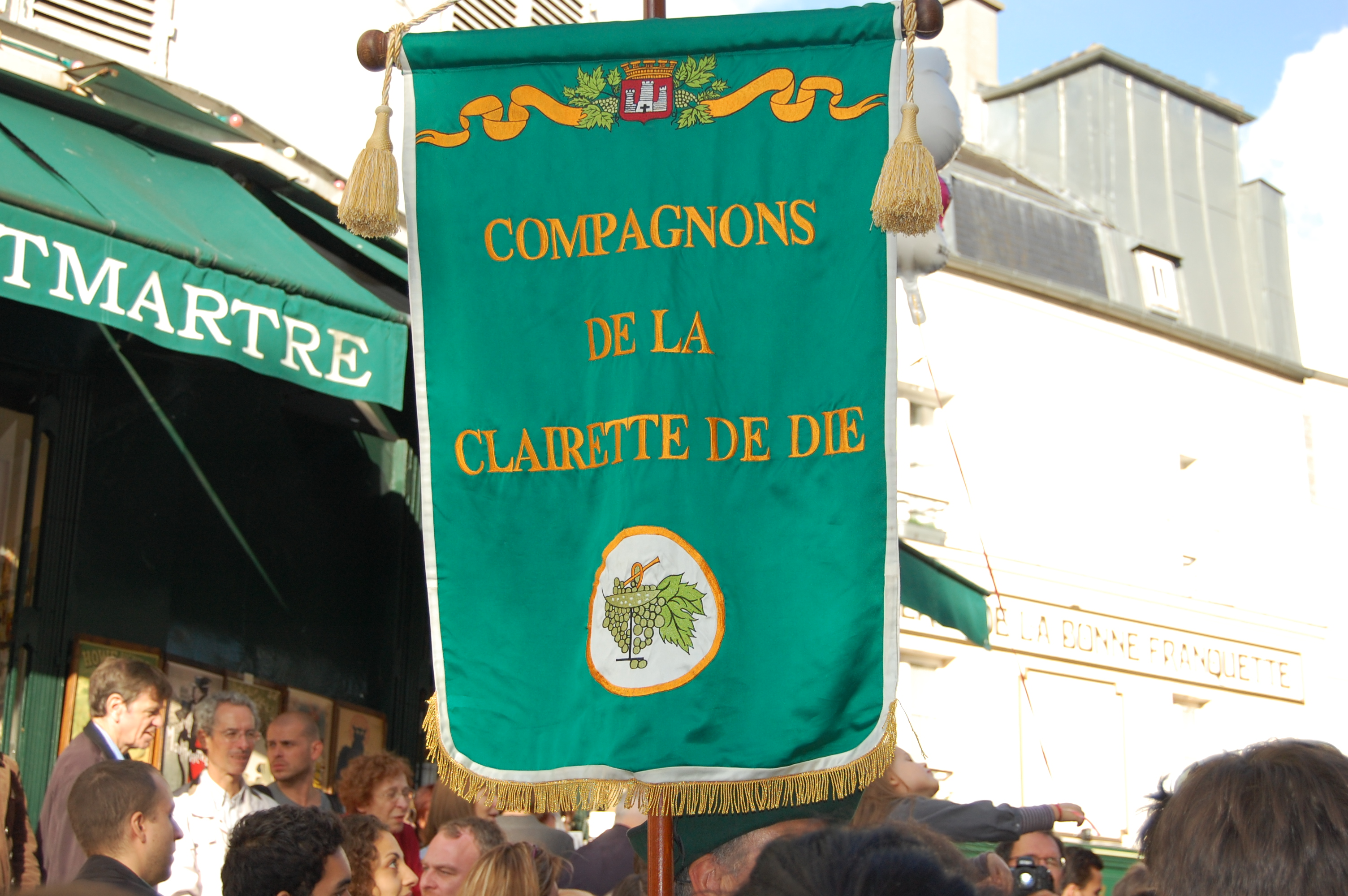
Compagnons de la Clairette de Die

### Fest von 2010
Das 77. Fest fand vom 6. bis 10. Oktober 2010 statt und stand unter dem Motto Montmartre fête l'humour (Montmartre feiert den Humor). Die Patenschaft übernahmen Firmine Richard und Gérard Jugnot. Mehr als 15.000 Personen kamen zum Feuerwerk, und beim Umzug waren 200.000 Besucher. Diese Veranstaltung wurde als drittgrößtes Ereignis in Paris gewertet, nach dem Fête de la Musique und der Nuit blanche.

### Fest von 2012
Das 79. Fest von 2012 stand unter dem Motto Montmartre fête les Gourmandises (Montmartre feiert die Leckereien).
Wie jedes Jahr finden Sonderthemen ihren Platz: Tag der Kinder, Strecke der Leckereien, Feuerwerk, der Umzug, die Feier der Weinlese, das Junggesellenfest und andere beliebte Veranstaltungen.

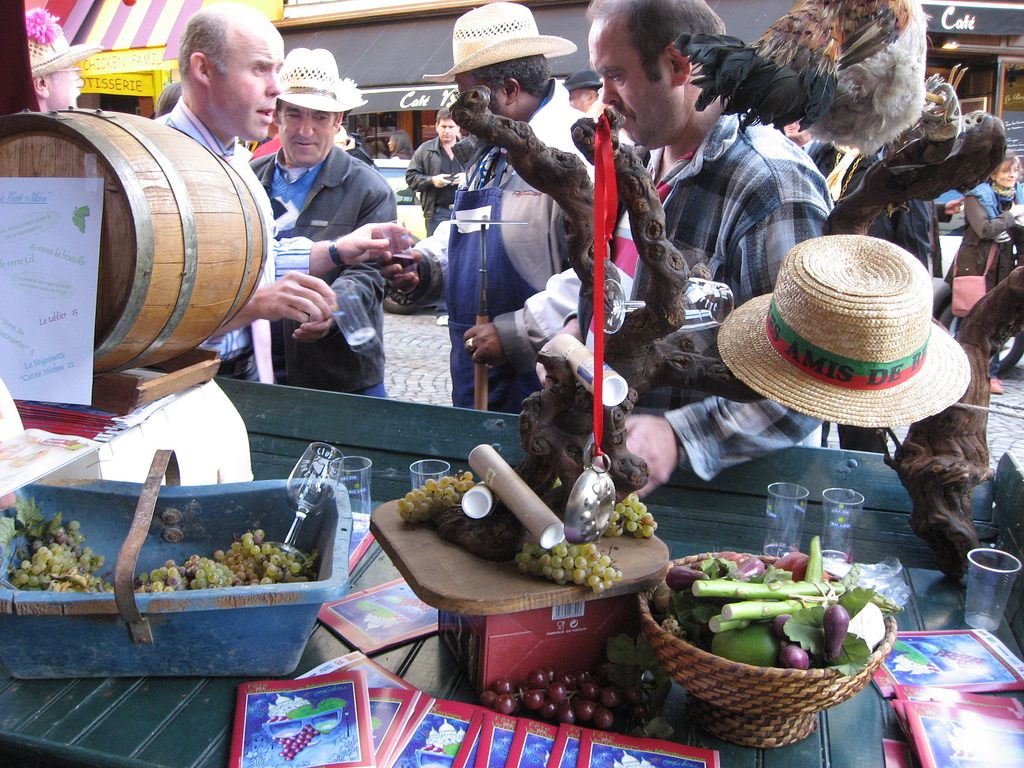
Verkostung
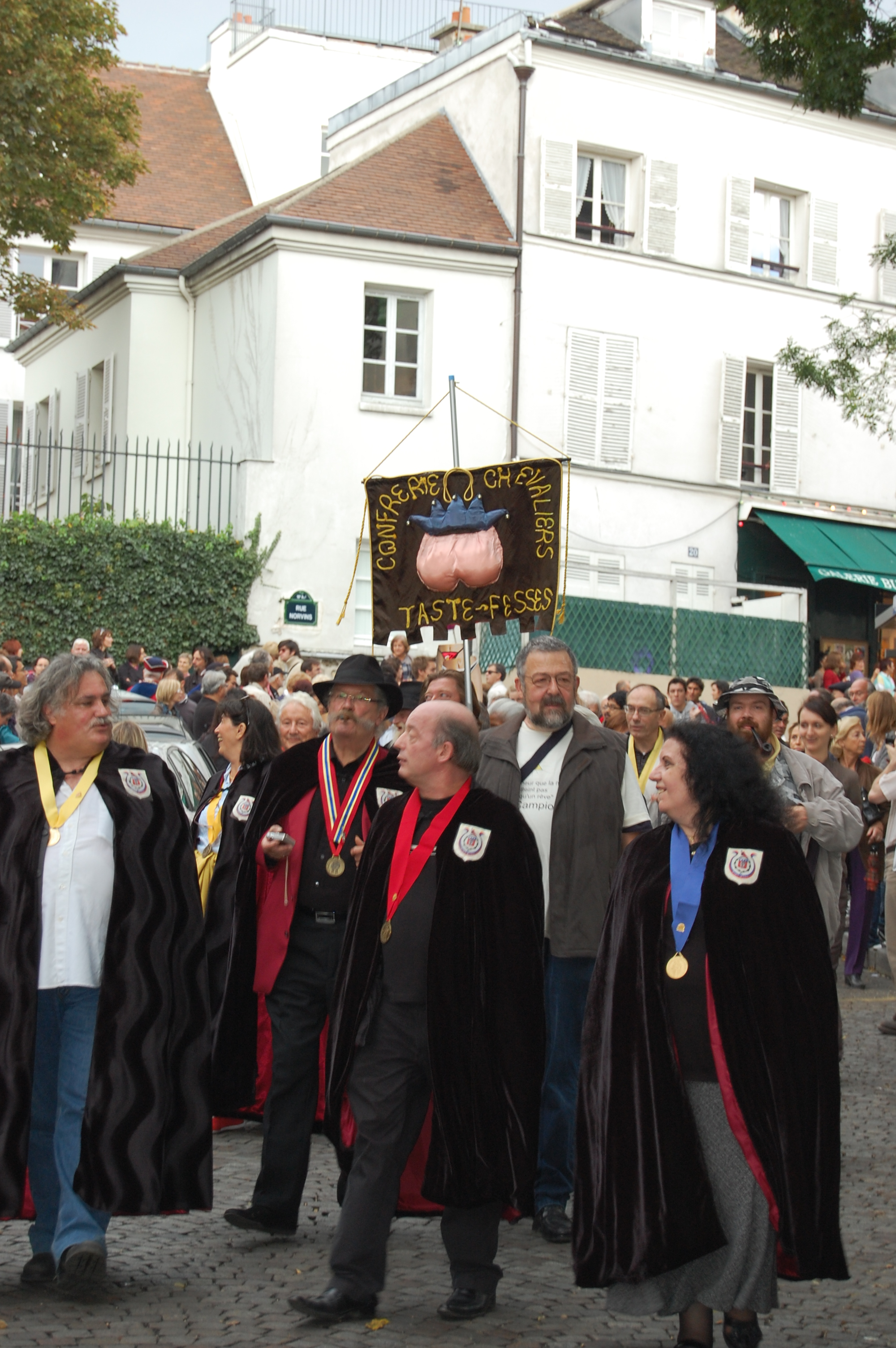
Die Chevaliers Taste-Fesses
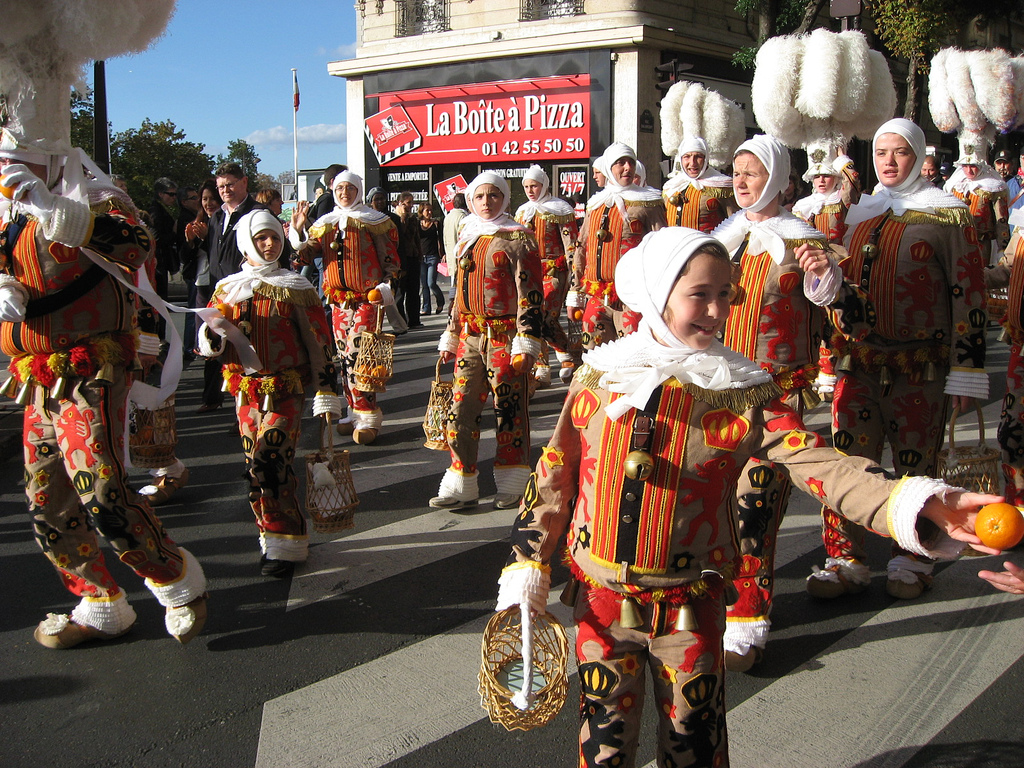
Les Gilles
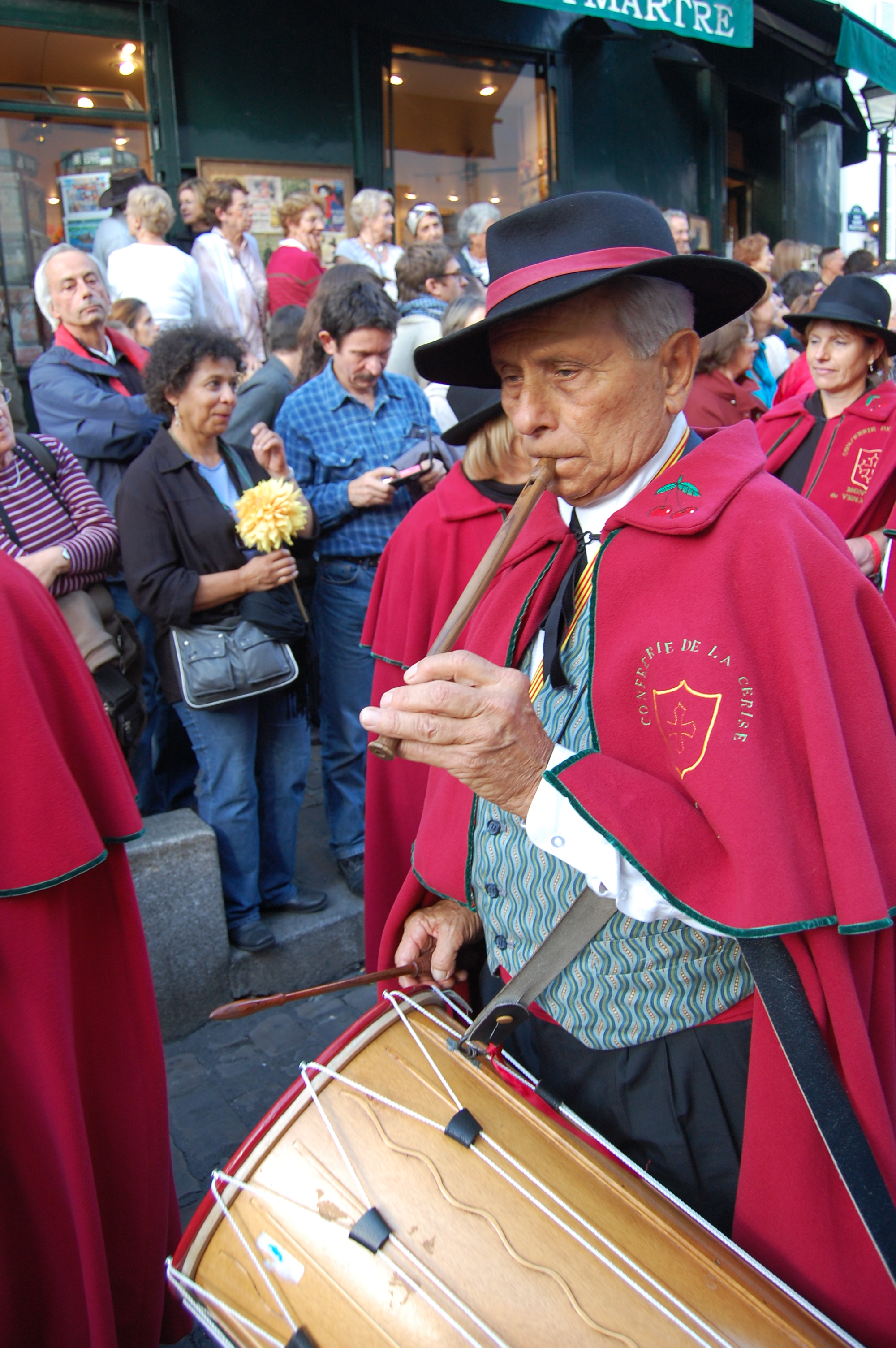
Bruderschaft der Cerise de Venasque
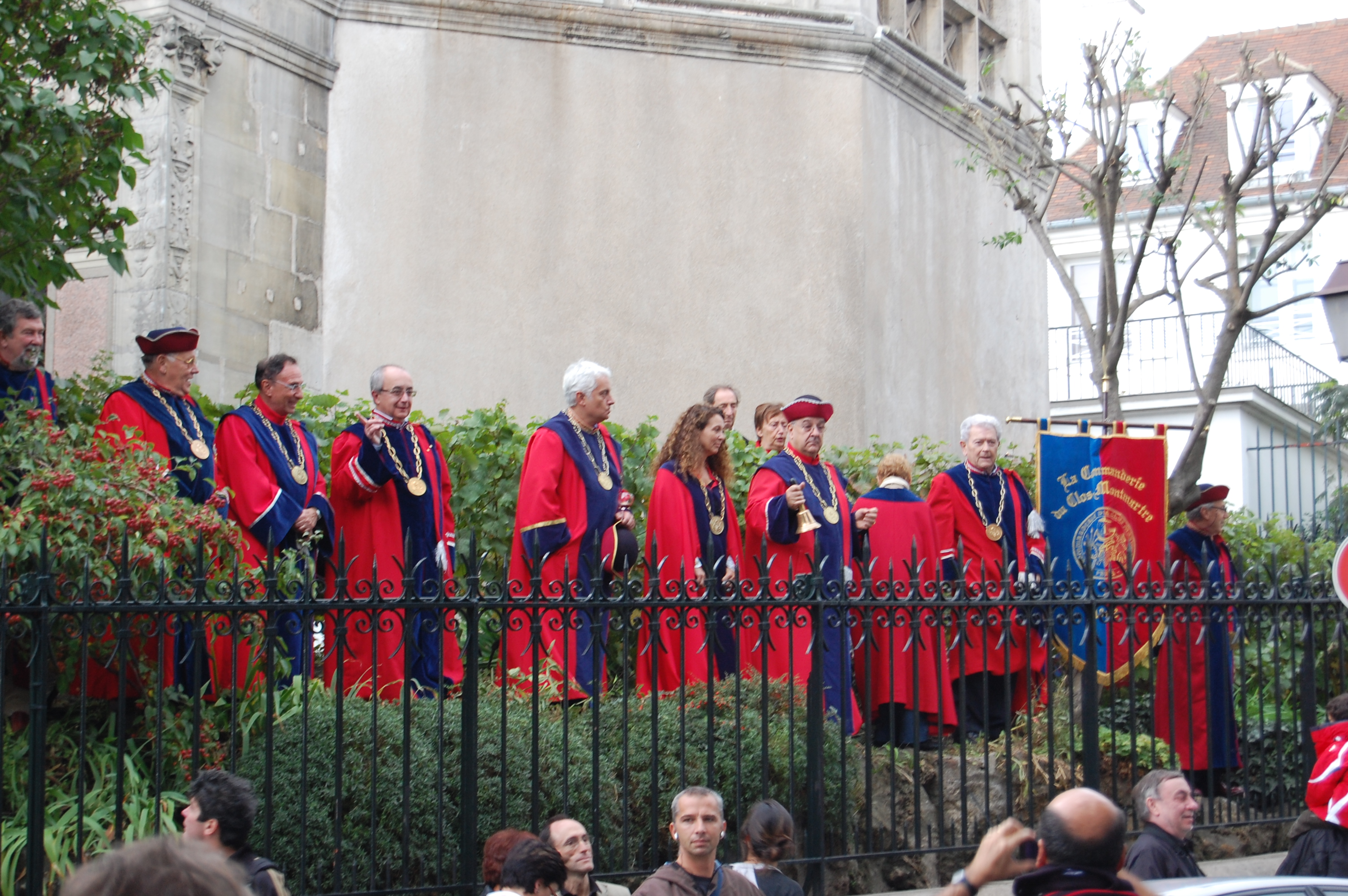
Vorstand des Clos de Montmartre

### Fest von 2018
Dieses Fest ist dem feierlichen und brüderlichen Gelöbnis für den Frieden gewidmet in Erinnerung an das Ende des Ersten Weltkriegs vor 100 Jahren.

## Patenschaften

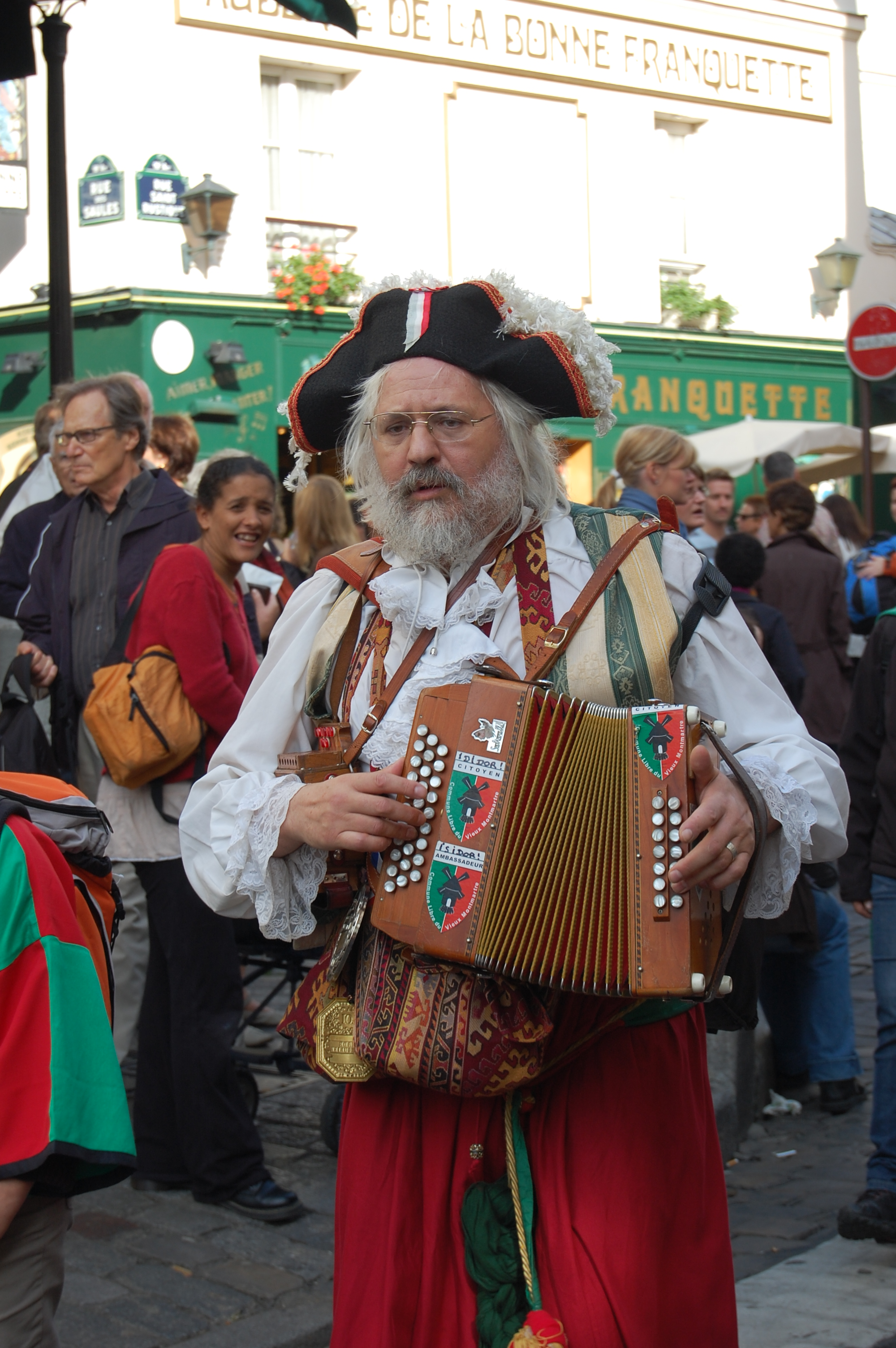
Isidore, Akkordeonspieler von Vieux Montmartre

| Jahr | Thema                             | Patenschaften                                      |
| ---- | --------------------------------- | -------------------------------------------------- |
| 1934 | -                                 | Fernandel et Mistinguett                           |
| …    | -                                 | …                                                  |
| 1972 | -                                 | Anne-Marie Carrière                                |
| 1973 | -                                 | Les Frères Ennemis und Georgette Lemaire           |
| 1974 | -                                 | Les frères Ennemis und Maria Candido               |
| 1975 | -                                 | Pierre-Jean Vaillard und Claudine Coster           |
| 1976 | -                                 | Jean-Marie Proslier und Line Renaud                |
| 1977 | -                                 | Jean-Claude Brialy und Marie Laforêt               |
| 1978 | -                                 | Nicolas Peyrac und Mireille Mathieu                |
| 1979 | -                                 | Sacha Distel und Chantal Goya                      |
| 1980 | -                                 | Pierre Mondy und Colette Brosset                   |
| 1981 | -                                 | Philippe Clay und Marie-Louise Amarande            |
| 1982 | -                                 | Tino Rossi und Elisabeth Depardieu                 |
| 1983 | -                                 | Jean-Jacques Debout und Chantal Goya               |
| 1984 | -                                 | Jean Piat und Françoise Dorin                      |
| 1985 | -                                 | Gérard Lenorman und Danièle Gilbert                |
| 1986 | -                                 | Georges Descrières und Fanny Cottençon             |
| 1987 | -                                 | Adamo und Sheila                                   |
| 1988 | -                                 | Jean-Pierre Rives und Carole Varenne               |
| 1989 | -                                 | Henri Salvador und Nicoletta                       |
| 1990 | -                                 | Luc und Sarah                                      |
| 1991 | -                                 | Yankoff und Claire Bretécher                       |
| 1992 | -                                 | Daniel Guichard, Pierre Etaix und Annie Fratellini |
| 1993 | -                                 | Michel Delpech und Evelyne Leclerq                 |
| 1994 | -                                 | Christian Morin und Fanny Cottençon                |
| 1995 | -                                 | Claire Bretécher und Jacques Fabbri                |
| 1996 | -                                 | Bernard Lama und Lio                               |
| 1997 | "Cuvée Dalida"                    | Ticky Olgado und Sophie Favier                     |
| 1998 | -                                 | Titouan Lamazou und Julie Pietri                   |
| 1999 | -                                 | Patrick Timsit und Hélène Segara                   |
| 2000 | -                                 | Anne Roumanoff und Pierre Perret                   |
| 2001 | -                                 | Carole Bouquet und Pierre Arditi                   |
| 2002 | -                                 | Maxime Leforestier und Virginie Lemoine            |
| 2003 | -                                 | Élie Semoun und Véronique Genest                   |
| 2004 | -                                 | Fabrice Luchini und Isabelle Giordano              |
| 2005 | Cuvée Mistinguett                 | Nagui et Chimène Badi                              |
| 2006 | Cuvée Michou                      | Christophe Dechavanne und Julie Zenatti            |
| 2007 | Montmartre fête Brassens          | Alain Bashung und Olivia Ruiz                      |
| 2008 | Montmartre fête son cinéma        | Claude Lelouch und Victoria Abril                  |
| 2009 | Montmartre fête Les Trois Baudets | Charles Aznavour und Anaïs Croze                   |
| 2010 | Montmartre fête l'humour          | Gérard Jugnot und Firmine Richard                  |
| 2011 | Montmartre fête les îles          | Jocelyne Béroard und Laurent Voulzy                |
| 2012 | Montmartre fête les gourmandises  | Jean-Luc Petitrenaud und Anggun                    |
| 2013 | Montmartre fête l'amour           | Nolwenn Leroy und Thomas Dutronc                   |
| 2014 | Le 18e fête la poésie             | Sandrine Bonnaire und Jacques Higelin              |
| 2015 | Le 18e fête la planète            | Raphaël und Mélanie Thierry                        |
| 2016 | Le 18e fête la liberté            | Camélia Jordana                                    |
| 2017 | Le 18e fête les lumières          | Sarah Biasini und Hugues Aufray                    |
| 2018 | Le 18e fête la Paix               | Madame Monsieur                                    |